# El Cabaco
El Cabaco es un municipio y localidad española de la provincia de Salamanca, en la comunidad autónoma de Castilla y León. Se integra dentro de la comarca de la Sierra de Francia. Pertenece al partido judicial de Ciudad Rodrigo y a la Mancomunidad Las Dehesas.
Su término municipal está formado por las localidades de El Cabaco, Peña de Francia, Zarzosillo y Zarzoso, ocupa una superficie total de 47,35 km² y tiene una población de 225 habitantes (INE 2024).

## Etimología
Aunque en la actualidad la denominación del municipio es la de El Cabaco, hasta hace relativamente poco se decía y escribía sistemáticamente EL CAVACO, que algunos autores relacionan con una corrupción prosódica de CAVADO (forma romance del latín CAVATUS) que enlaza con el significado de 'sitio donde se han hecho excavaciones'. De aquí provendrían el resto de nomenclatura asociada al pueblo: Las Cavenes, grandes zanjas existentes en el término ligadas a excavaciones romanas a cielo abierto; Arroyo Cavaquillo y Río Cavín o Gabín, denominación que recibe el arroyo lindante al núcleo principal, y que también responde al nombre de Arroyo de la Barranca, en la cartografía oficial.

## Símbolos

### Escudo
El escudo heráldico que representa al municipio fue aprobado el 23 de julio de 1993 con el siguiente blasón:

«Escudo partido. Primero, de azur con un pico de oro puesto en palo, calzado de oro. Segundo, de oro con cinco teas de sable, ardientes y puestas en aspa. Timbrado de la Corona Real Española»
Boletín Oficial de Castilla y León nº 6 de 11 de enero de 1994

### Bandera
«Bandera cuadrada, de proporción 1:1, cortada de blanco y rojo, y cargada en su centro del Escudo Municipal en sus colores y con su timbre, ocupando 3/5 de altura del paño»

## Geografía

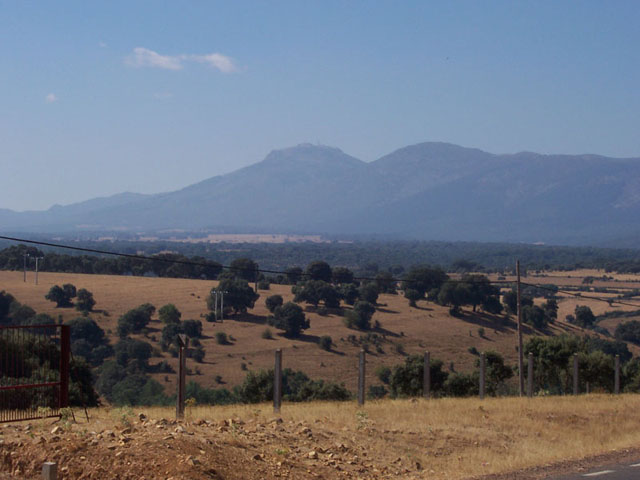
Vista de la Peña de Francia en el extremo sur del término municipal

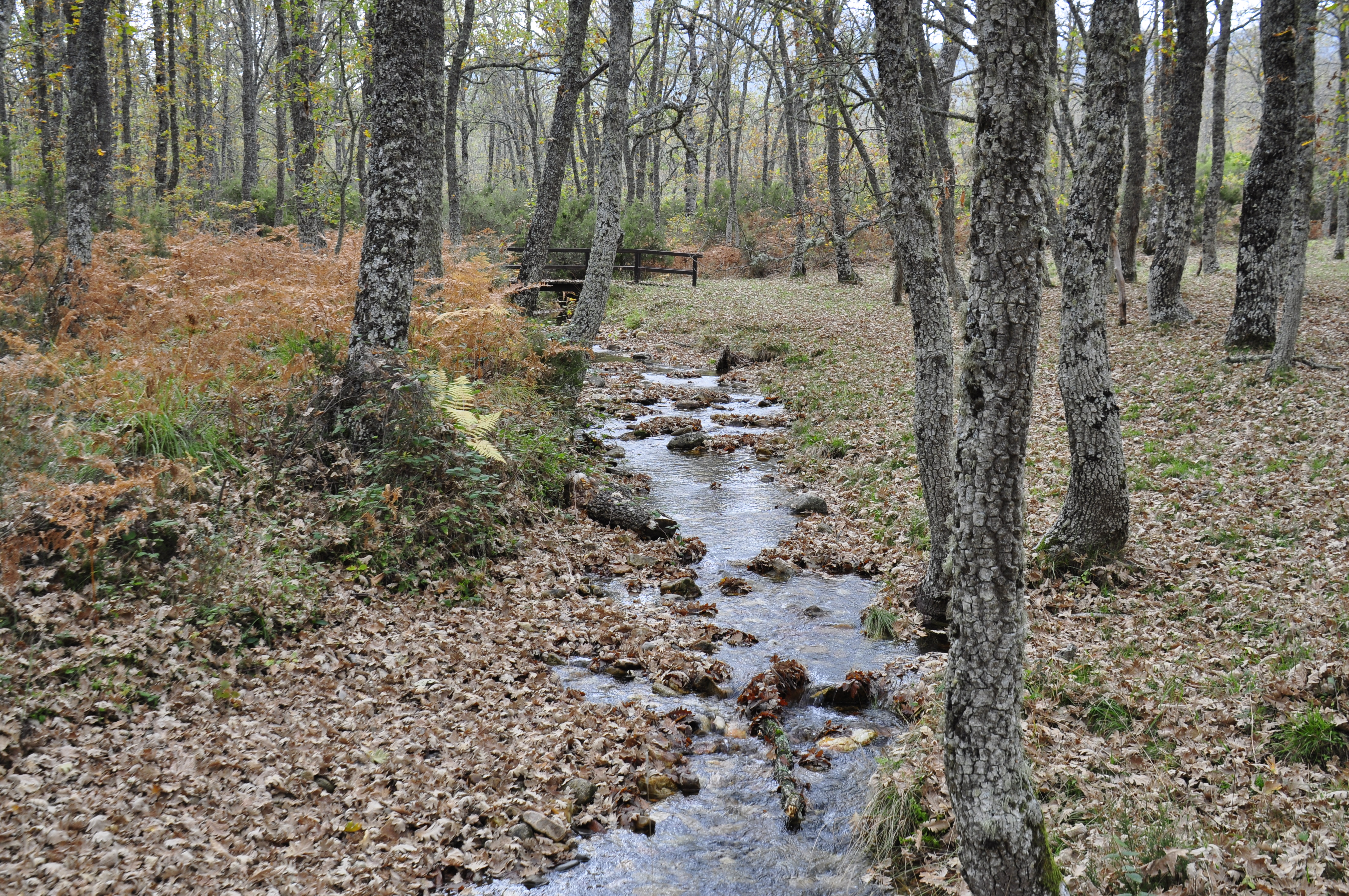
Arroyo de la Barranca

El término municipal de El Cabaco se extiende principalmente en dirección norte sur y contiene variada geomorfología, extendiéndose por la vertiente norte de la Sierra de Francia. En la zona sur se encuentra la Peña de Francia, que con sus 1727 metros sobre el nivel del mar, corresponde a la mayor elevación del municipio; en las faldas de la misma se extiende una zona de relieve alomado con una cota media de 1000 metros. Estas estribaciones quedan condicionadas por los cursos del Arroyo de la Barranca al este y el Arroyo de Zarzosillo al oeste. En la zona central del término, entre estos cursos fluviales, se extiende una llanura conocida como "Campo el Potro" que está desprovista de vegetación arbórea. Al norte se encuentran las lomas finales de la Sierra de la Quilama y el inicio de la Submeseta Norte, que se extiende a una cota de unos 800 metros sobre el nivel del mar.
Su término municipal linda al norte con los de Tamames y Puebla de Yeltes, al este con Aldeanueva de la Sierra y Cereceda de la Sierra, al oeste con El Maíllo y al sur con Monsagro, La Alberca y Nava de Francia.
| Noroeste: Puebla de Yeltes | Norte: Tamames  | Noreste: Aldeanueva de la Sierra |
| Oeste: El Maíllo           |                 | Este: Cereceda de la Sierra      |
| Suroeste Monsagro          | Sur: La Alberca | Sureste: Nava de Francia         |

El núcleo poblacional principal se encuentra en la zona medio-oeste del municipio y se desarrolla siguiendo las vías de comunicación principales: Las carreteras de Salamanca a las Hurdes y la de Béjar a Ciudad Rodrigo y Portugal.
Cercano al término municipal de Tamames, se encuentra el Convento de Puerta Coeli, perteneciente a la finca agrícola de Zarzoso, aproximadamente a 7 kilómetros del casco urbano.
Siguiendo la carretera de La Alberca, a 15 km del pueblo, se encuentra el Santuario de Nuestra Señora de la Peña de Francia y un convento regentado por frailes dominicos. Se encuentra enclavado en lo alto de la Peña de Francia, junto a una reciente hospedería.
La finca de Zarzosillo, cuenta con unos accesos difíciles y está situado en la zona sudoriental del municipio.

### Hidrografía
Discurriendo por el término municipal se encuentra el Arroyo de la Barranca o Gabín que nace en la falda norte de la Peña de Francia; dicho curso fluvial pasa por el casco urbano y continúa en dirección norte hasta juntarse con el arroyo de Pontientes proveniente de la cercana población de Cereceda de la Sierra. Formando sus aguas  el Río Yeltes,

### Naturaleza
La vegetación de El Cabaco está relacionada en gran medida por el clima y la morfología geológica de la zona. Son de gran importancia los robles; que dan forma a grandes extensiones de robledales por todo el término municipal. Existen además otros árboles de gran porte como castaños, nogales y, en menor medida, quejigos y encinas (más abundantes en la zona norte cercano al campo charro).
Por otro lado es importante destacar que el clima severo de la región ha permitido a los lugareños el cultivo de productos de la huerta, árboles frutales, fresas y, hasta hace poco, se empleaban grandes extensiones para la producción cerealística, fundamentalmente trigo y cebada.

## Historia
El Cabaco, como pueblo organizado, existía ya en 1215, año que fue anexado por Alfonso IX de León a la jurisdicción de la cercana villa de Miranda del Castañar; su independencia formal se inicia en 1811, cuando el gobierno de la nación abolió los señoríos y la jurisdicción de Miranda sobre El Cabaco.
El asentamiento poblacional primitivo se extendía por la zona lindante al río Gabín, a un lado y otro del curso, comunicándose ambas zonas con la construcción de un puente que aún existe. Esas construcciones, que constituyen en la actualidad el barrio del puente, fue el núcleo germen de lo que en la actualidad es El Cabaco (siglo XIII y XIV).
Fue en los siglos subsiguientes, cuando se comenzaron a construir los barrios anejos del Altozano, calle Estrecha y las Huertas siguiendo la dirección Oeste. Fue a partir de este momento cuando comenzó la construcción de la Iglesia de El Cabaco y el ayuntamiento, en torno a los ejes principales de la calle Mayor y calle Larga (siglo XVI y siguientes).
Con la creación de las actuales provincias en 1833, El Cabaco quedó encuadrado en la provincia de Salamanca, dentro de la Región Leonesa.
En la actualidad, en El Cabaco su núcleo urbano alcanzó su máxima extensión en la década de 1960, aunque comienzan a realizarse construcciones en la carretera de Ciudad Rodrigo y Béjar y por la zona sur-occidental (cercana a los establecimientos hosteleros del nudo viario Salamanca - La Alberca / Béjar - Ciudad Rodrigo.

## Demografía
El Cabaco cuenta con una población de 225 habitantes (INE 2024).
| Gráfica de evolución demográfica de El Cabaco entre 1842 y 2021                                                     |
| |
| Población de derecho según los censos de población del INE Población de hecho según los censos de población del INE |

Según el Instituto Nacional de Estadística, El Cabaco tenía a 31 de diciembre de 2018, una población total de 232 habitantes, de los cuales 117 eran hombres y 115 mujeres. De Respecto al año 2000, el censo refleja 285 habitantes, de los cuales 144 eran hombres y 142 mujeres. Por lo tanto, la pérdida de población en el municipio para el periodo 2000-2018 ha sido de 62 habitantes, un 32 % de descenso.
El municipio se divide en tres núcleos de población. De los 232 habitantes censados en 2018, 219 corresponden a El Cabaco y 13 a Zarzoso. La Peña de Francia figura como despoblado y Zarzosillo no figura.

## Administración y política
| Periodo   | Nombre                        | Partido | Partido                                  |
| --------- | ----------------------------- | ------- | ---------------------------------------- |
| 1979-1981 | José Manuel Calvilla Sánchez  |         | Unión de Centro Democrático (UCD)        |
| 1981-1983 | Gabino Sánchez Martín         |         | Partido Socialista Obrero Español (PSOE) |
| 1983-1987 | Heliodoro Calvilla            |         | Partido Popular (PP)                     |
| 1987-2011 | Cesáreo Sendín Martín         |         | Partido Socialista Obrero Español (PSOE) |
| 2011-2019 | Prudencio San Pablo           |         | Partido Socialista Obrero Español (PSOE) |
| 2019-2023 | José Antonio Sánchez Iglesias |         | Partido Popular (PP)                     |

| Partido político                         | 2019  | 2019  | 2019       | 2015  | 2015  | 2015       | 2011  | 2011  | 2011       | 2007  | 2007  | 2007       | 2003  | 2003  | 2003       |
| Partido político                         | %     | Votos | Concejales | %     | Votos | Concejales | %     | Votos | Concejales | %     | Votos | Concejales | %     | Votos | Concejales |
| Partido Popular (PP)                     | 57,06 | 101   | 4          | 47,85 | 89    | 3          | 41,83 | 105   | 3          | 42,79 | 95    | 3          | 35,21 | 75    | 2          |
| Partido Socialista Obrero Español (PSOE) | 23,16 | 41    | 1          | 48,39 | 90    | 4          | 55,78 | 140   | 4          | 55,41 | 123   | 4          | 63,85 | 136   | 5          |
| Ciudadanos (CS)                          | 13,56 | 24    | 0          | —     | —     | —          | —     | —     | —          | —     | —     | —          | —     | —     | —          |

El alcalde de El Cabaco no recibe ningún tipo de prestación económica por su trabajo al frente del Ayuntamiento (2017).

## Cultura
En El Cabaco han tenido desde siempre una gran importancia las fiestas, siempre asociadas a eventos agrícolas destacados como la siembra y la cosecha. La fiesta principal del pueblo, y a la que refiere su Santo y Patrón se celebra en la última semana de agosto, concretamente el día grande es el 25, en honor de la Degollación de San Juan Bautista (el Martirio de San Juan Bautista se conmemora el 29 de agosto, pero se adelanta unos días para facilitar la afluencia de gente).

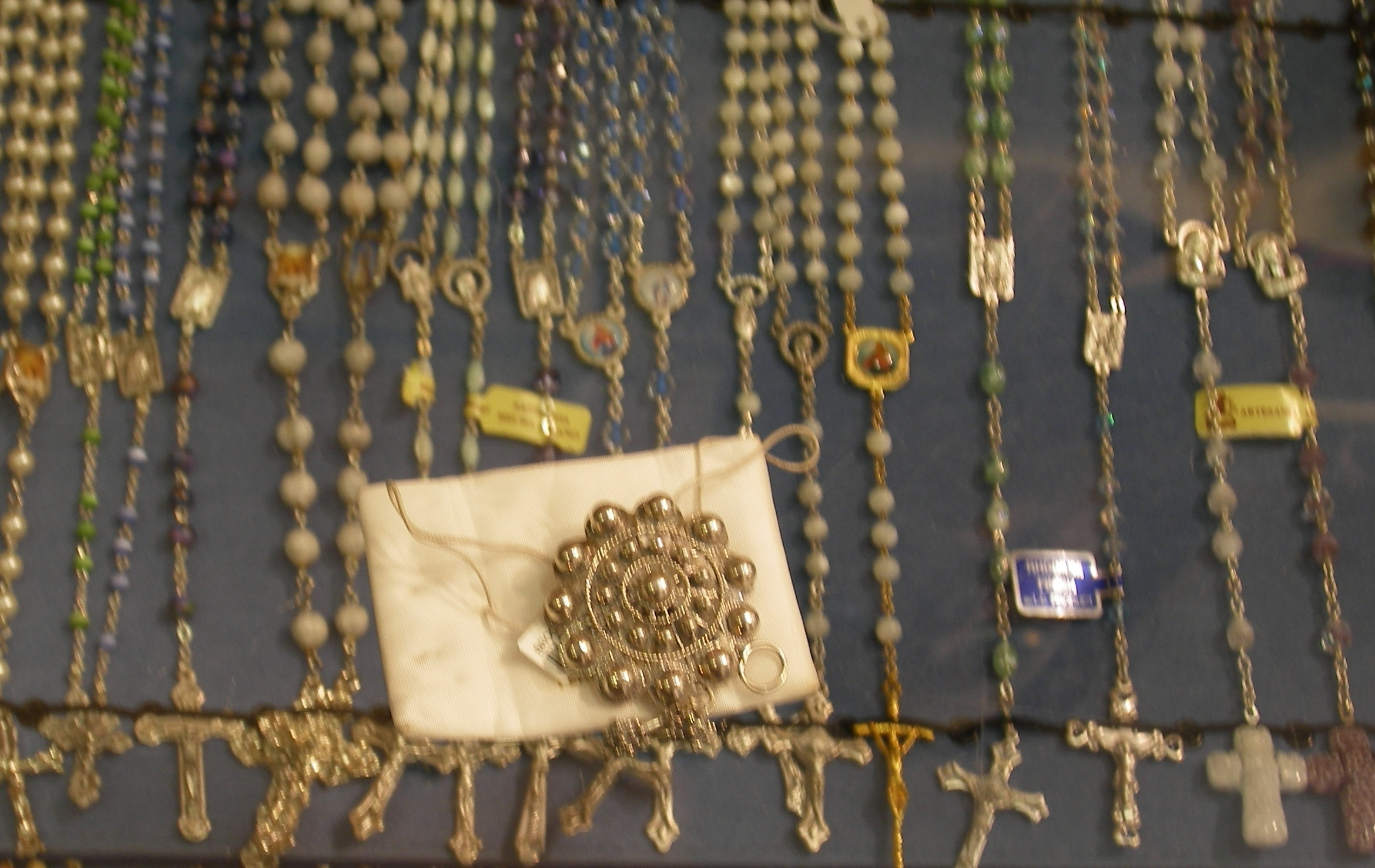
Botón charro (sobre la tela).

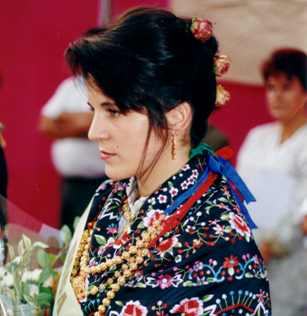
Traje típico serrano.

También tienen importancia otras festividades como la Emperrá ( domingo de Pentecostés), la Fiesta de los Mozos (26 de diciembre), la Santa Cruz( 3 de mayo) y la Semana Santa con la subida en procesión ( emulando el calvario) a la cruz situada en una loma cercana al núcleo poblacional denominada " la cuesta".
Durante estos períodos festivos, es común que se ponga a la vista la desarrollada bisutería charra, fruto de una artesanía propia del lugar con base generalmente en plata, y cuyo mayor exponente, sobre todo en la vestimenta masculina, se encuentra en el botón charro (el cual evoca a un rosario de mano con sus 10 cuentas en forma de pequeñas protuberancias).
Es también común el uso de rosarios grandes, diademas, anillos y una sobrecargada ornamentación (típica de esta zona meridional de Salamanca) que se luce en los bailes regionales característicos (bailes serranos), parecidos a la jota castellana, pero con un baile más lento.

## Monumentos y lugares de interés
- Santuario de Nuestra Señora de la Peña de Francia (B.I.C. 16/03/1956);
- Convento de El Zarzoso e Iglesia de Porta Coeli (El Cabaco) (Incoado expediente como B.I.C. 10/08/1995);
- Las Cavenes (B.I.C. 23/03/2006), zona arqueológica;
- Rollo del Convento de Nuestra Señora de la Peña de Francia (B.I.C. 14/03/1963).